# Серех
Серех — особый геральдический символ Древнего Египта, который содержал в себе имя фараона. Аналогичен более позднему картушу. Представлял собой орнаментальную виньетку с изображением фасада дворца и плана его внутреннего двора (вид сверху).
Слово «серех» происходит от египетского слова «фасад».
По всей видимости, жестких правил для изображения сереха не было, поэтому встречаются его разные изображения, иллюстрируя многочисленные варианты декора фасада, их сложность и детализацию.

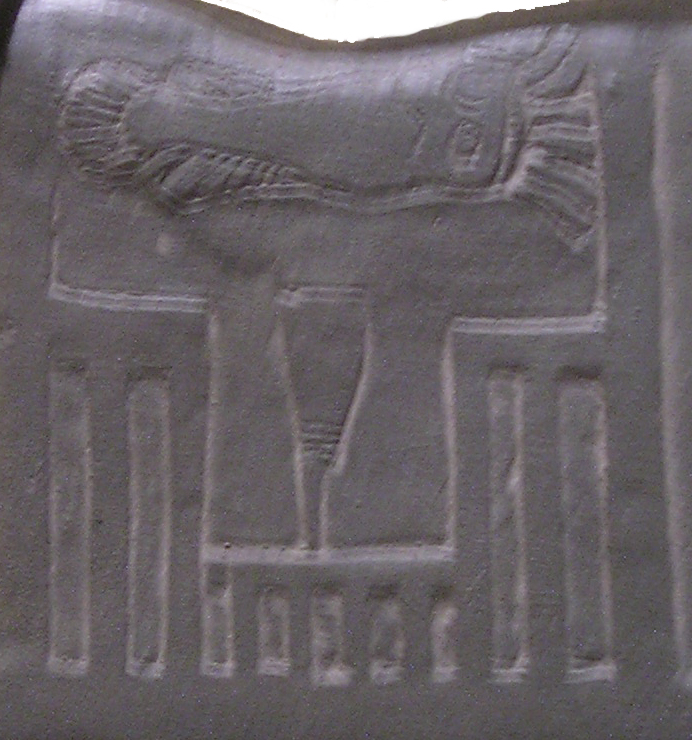
Серех фараона Нармера (ок. 3150 г. до н.э.).
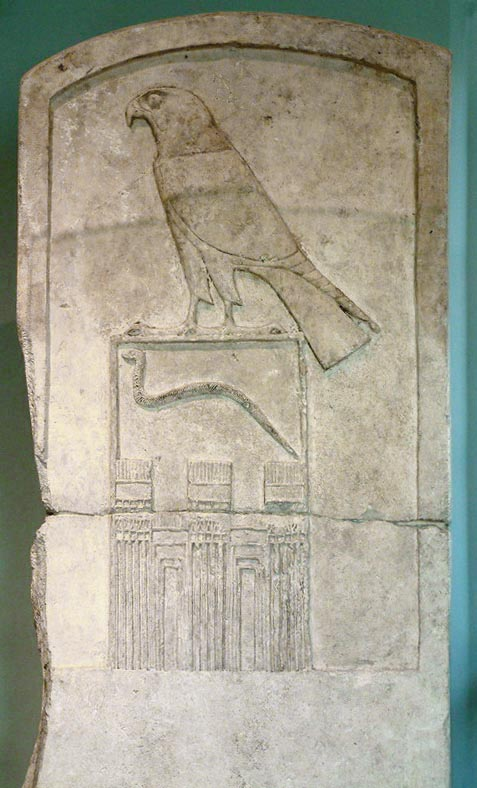
Серех фараона Джета. Вверху на серехе изображен его покровитель Гор-сокол (ок. 2980 г. до н.э.).